# グレイソン・ペリー
グレイソン・ペリー CBE RA （英: Grayson Perry, 1960年3月24日 - ）は、イングランドの現代美術家、作家、キャスター。
花瓶やタペストリーの制作、現代アート界への鋭い見解で知られている。また異性装者であり、英国における「偏見やファッション、弱点("prejudices, fashions and foibles")」について分析している。
彼が作る花瓶は、形が伝統的であるのに対し明るい色で装飾されており、その魅力的な外観とは調和しがたい主題を表現している。作品には強い自伝的要素が現れ、彼の「オルター・エゴ」の女性である「クレア」や、幼少期にともに過ごし「アラン・ミーズルス」と名付けられたテディベアなどが、作品の中にしばしば描写されている。
多数のドキュメンタリー番組の制作、自身の展覧会の企画も手掛けている。また自叙伝としてGrayson Perry: Portrait of the Artist as a Young Girl（2007年）と『男らしさの終焉』（2016年）の２冊を出版した。他にも、挿し絵入りグラフィックノベルであるCycle of Violence（2012年）や芸術について書かれた『みんなの現代アートー大衆に媚を売る方法、あるいはアートがアートであるために』（2014年）、そしてスケッチ集のSketchbooks(2016年) などがある。

## 概要
彼の作品についての多様な著書がこれまでに出版されている。2013年にはBBCでリース講義を行った。
個展がボンネファンテン美術館やアムステルダム市立美術館、バービカン・センター、大英博物館、ロンドンのサーペンタイン・ギャラリー、ブリストルのアルノルフィーニ・ギャラリー、ピッツバーグのアンディ・ウォーホル美術館、そして日本の金沢にある金沢21世紀美術館などの世界各地で開催された。彼の作品はブリティッシュ・カウンシルやアーツ・カウンシル、クラフツ・カウンシル、アムステルダム市立美術館、テート・ギャラリー、ロンドンのヴィクトリア&アルバート博物館に所蔵されている。
2003年、ターナー賞を受賞した。受賞についてのインタビュー内容はサラ・ソーントンの『現代アートの舞台裏 5カ国6都市をめぐる7日間』（2009年）で取り上げられている。2008年にはイギリスの新聞『デイリー・テレグラフ』の「イギリス文化において最も影響力のある100人」のリストにおいて、32位にランクインした。また、ビートルズの『サージェント・ペパーズ・ロンリー・ハーツ・クラブ・バンド』のアルバムジャケットを代表作とするイギリスのポップアーティストのピーター・ブレイクは、2012年、自身の人生にとって重要と思われる英国文化にかかわる人々を祝福し、そのジャケットの作品を再構成したニューバージョンに、英国文化の象徴的人物の1人としてグレイソン・ペリーも登場させている。

## プロフィール

### 生い立ち
ペリーは、労働者階級の家庭に生まれた。4歳の時、父親のトムは、牛乳配達員と浮気をしていたペリーの母親・ジェーンを見つけ出した後、息子のもとを去る。のちに母親はその不倫相手と再婚したが、ペリーはその男性は暴力的な人物だったと主張している。その後も、実の両親や義父母のもとを行き来するなど、不幸な幼少時代を過ごした。このような家庭環境からくる不安感を紛らわすため、心の支えであったテディベアを中心に空想の世界を創り広げていった。彼自身、幼少期の経験はその人の美的センスやセクシュアリティを形成する重要な要素であると考察している。初めて性体験をしたのは、7歳の時、パジャマで自身を縛り上げた瞬間だったと著書で言及している。
美術教師の激励により、ペリーは美術を学ぶことを決心する。継続教育制度を利用しブレーントリー大学の基礎美術コースで1978年から1979年まで美術を学んだ。地元チェルムスフォードにあるエドワード6世グラマースクール（KEGS）へも短期間通ったが、学生生活の大半はポーツマス大学の芸術・デザインコースでファインアートのBA取得のため勉強しながら過ごし、1982年に同学を卒業している。当時は映画にも関心があり、1980年にはロンドンの現代美術協会（ICA）で、イギリスの芸術振興組織であるニューコンテンポラリーズの催しとして彼の初期の陶器作品が展示された。大学卒業後の数ヶ月間、ネオナチュラリスツに参加する。この組織は「真の60年代の精神ーそれは人生をたいてい裸で過ごし、時々ボディペイントが主要テーマであるようなパフォーマンスに昇華させることにかかわっている」という信念を復興すべく、クリスティーン・ビニーによって設立され、美術館やその他の会場で公演を行っている。この頃、彼はロンドン中心部でスコッターとして暮らしていた。
1979年、ペリーがポーツマスへと発つ時に、義父は「戻ってくるな」と告げた。母親とも疎遠になっており、2016年に彼女が亡くなった時も、葬儀へは参列しなかった。

### 現在
2010年の時点で、作家・心理療法士である妻のフィリッパ・ペリーとロンドン北部で暮らしている。
2007年、慈善団体ケストラー・トラスト主催により、現代美術協会（ICA）で開催された囚人や元犯罪者が制作した作品の展覧会"Insider Art"を監修した。ケストラー・トラストは刑務所や少年院、精神科の閉鎖病棟にいる人々の社会復帰を目的としてアートを推進する慈善団体であった。彼はそのアート作品について、「荒っぽいが、かえってより力強さを生んでいる」と言及している。2011年に再び、ロンドンのサウスバンク・センターで開催のケストラー・トラスト展覧会に携わり、"Art by Offenders"展においてウィル・セルフ、エマ・ブリッジウォーターとともに受賞者を審査した。
2015年には、クワミ・ケイ＝アルマーの後任として、ロンドン芸術大学の総長に任命された。
また、マウンテンバイク愛好家でもあり、モーターサイクリストである。
労働党の支持者であることから、その政党の資金調達を援助するためのアート作品も手掛けている。2015年9月の労働党代表選挙では、ジェレミー・コービンの選挙運動を支持した。ペリーは、コービンが「政治討論で面白いことをやっている」ため、彼を支持すると言及した。付け加えて、「彼は金星だ」とも語っている。2016年の10月になると、ジェレミー・コービンには「選挙で勝ち目はないだろう」と発言している。

### 異性装

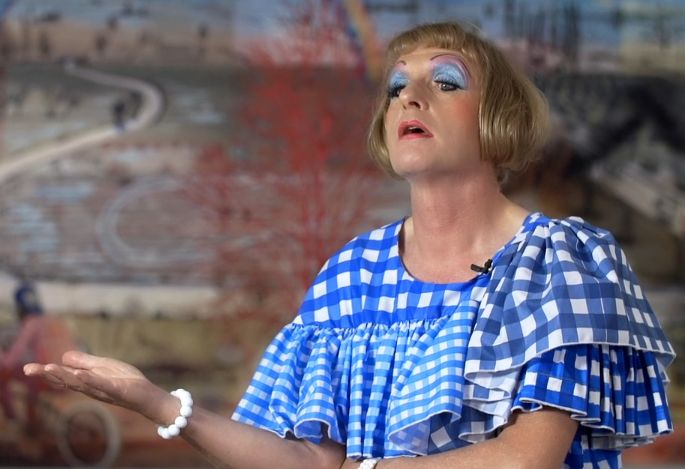
2017年の展覧会のプロモーションでクレアに扮したペリー

幼少期から好んで女性の服装をしていた。自身が異性装者であると自覚したのは10代の頃であった。ペリーは頻繁に公の場で女装の姿を見せ、女性のオルター・エゴである「クレア」について説明している。ある時は「19世紀の社会改良をめざす家母長、またある時はイングランド中部のNo More Art運動の抗議者、他にも模型飛行機の制作者、東ヨーロッパの自由を求める戦士」、そして「バラット・ホームに住む40代の女性、インスタント食品を食べ、ボタンの縫い付けしかできないような女性」など、さまざまな言葉で描写している。作品の中には、女性服を纏った自身の写真も含まれている。例えば"Mother of All Battles"（1996年）は東ヨーロッパの民族風の、戦争を連想させる刺繍が施されたドレスを着たクレアが銃を持っている写真で、「2002年ゲリラ戦」展にて展示された。ある評論家はペリーを「地獄から来た社会批評家」と呼んだ。
クレアが着ているドレスのほとんどはペリー自身がデザインしたものであり、ロンドン芸術大学のカレッジの1つであるセントラル・セント・マーチンズでファッションを学ぶ生徒たちは、年に一度のコンクールでクレアが着る新しいドレスをデザインしている。2017年11月から2018年2月の期間には、"Making Himself Claire: Grayson Perry's Dresses"展がリバプールのウォーカー・アート・ギャラリーで開催された。

## 作品
陶磁器の他、ペリーは版画、絵、グラフィックノベル、刺繍その他のテキスタイル、映画、パフォーマンスなどの活動をしている。

### 陶磁器
アムステルダム市立美術館は2002年にペリーの作品の個展"Guerrilla Tactics"を実施した。2003年にターナー賞を受賞できた理由の一部はこの作品のためであり、陶磁器のアーティストが受賞したのは初めてのことであった。
ペリーの作品は古代ギリシアの陶芸やフォークアートなどの陶磁器の伝統を参照するものである。ペリーが作る容器は伝統的な技法である紐作りによるものである。ほとんどの作品には「施釉、切り込み、エンボス、転写の使用」などの多くのテクニックが使されて複雑な表面を持つものになっており、数回焼く必要がある。表面に付着する小さなレリーフ彫刻の小枝模様をつけることもある。作品に必要とされる高度な技術とその複雑性ゆえに、ペリーの作品は手工芸品の陶器とは一線を画していると言われる。こうした技法は装飾的な効果のためではなく、意味を付与するだめに使われていると言われている。 
ペリーは自作に少年の頃受けたしつけ、継父の怒り、男性の振るまいに関する適切な指導の欠如を反映させている。ペリーが家族の中での役割をどう理解していたかは1998年の"Using My Family"で描かれており、ここではテディベアが愛情を表現している。同時に作られた"The Guardians"は母と継父を描いている。
ペリーの作品の多くは性的にあからさまな内容を含んでいる。性的イメジャリーの中には「猥褻でサドマゾヒスティックなセックスシーン」と言われるものも含まれている。 

### タペストリー
ペリーは15m×3mのタペストリーである"The Walthamstow Tapestry"を2009年に作った。大きな織物のタペストリーで、生から死までの人生の段階にいる大きな人物の周りに多数のブランド名があらわれている。
ペリーは2015年に「ハウス・フォー・エセックス」用に大規模な一対のタペストリーを造っており、これは"The Essex House Tapestries: The Life of Julie Cope"というタイトルであった。

### ハウス・フォー・エセックス（ジュリーの家）(2012–2015)

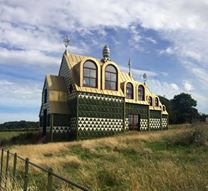
リビング・アーキテクチャの依頼で造られたハウス・フォー・エセックス（ジュリーの家）

2015年、ペリーはファッション・アーキテクチャ・テイスト (FAT) と協働した仕事でエセックスのラブネスの別荘を作品として完成させた。哲学者アラン・ド・ボトンが設立したチャリティ団体であるリビング・アーキテクチャの依頼によるもので、ストゥール川を見下ろすこの家は「ハウス・フォー・エセックス」や「ジュリーの家」などとして知られている。この家は架空のエセックスの女性であるジュリー・メイ・コープの物語を組み込んだものである。ジュリーは「1953年に洪水でやられたカンヴィ島に生まれ、昨年コルチェスターのカレー配達運転手の車に轢かれた」。『デイリー・テレグラフ』のエリス・ウッドマンによると、「アイルランドのシーラ・ナ・ギグをモデルにした陶器の彫刻」やジュリーの「人生の物語全体を記録した贅沢なタペストリー」など、さまざまなもので家が飾り付けられている。このタペストリーのシリーズである"The Essex House Tapestries: The Life of Julie Cope"には"A Perfect Match" (2015)、"In Its Familiarity, Golden" (2015)、ベッドルームに飾る"Julie and Rob" (2013) や"Julie and Dave" (2015)などが含まれている。ペリーはエッセイ"The Ballad of Julie Cope" (2015) を執筆し、白黒の板目木版画シリーズである"Six Snapshots of Julie" (2015) も作った。こうした作品はエセックスのコルチェスターにあるファーストサイトで2018年の1月から2月にかけて開催された展覧会"Grayson Perry: The Life of Julie Cope"で展示された。

## メディア出演

### テレビ
2005年にペリーはチャンネル4のドキュメンタリーであるWhy Men Wear Frocksに出演し、21世紀初頭の異性装趣味と男性性について調査した。ペリーは異性装者としての自身の人生とそれが自ら及び家族に及ぼした影響について語り、率直に困難と快楽について議論した。このドキュメンタリーは王立テレビ協会の最優秀ネットワークプロダクション賞を受賞した。
2006年にはThe South Bank Showのエピソードでとりあげられた。2011年11月に放送されたImagineのドキュメンタリーにも出演した。
2014年にペリーはチャンネル4の3部からなるアイデンティティに関するドキュメンタリーであるWho Are You?のホストをつとめた。この番組ではペリーはロンドンのナショナル・ポートレート・ギャラリーのために、前庶民院議員であるクリス・ヒューン、『Xファクター』のライラン・クラーク＝ニール、改宗したムスリム、若いトランス男性などの多様な肖像を制作した。
2016には男性らしさを研究するチャンネル4のシリーズであるGrayson Perry: All Manのホストをつとめた。2018年にはペリーはチャンネル4で通過儀礼について探求する4部構成のドキュメンタリーシリーズであるRites of Passageのホストをつとめた。
新型コロナウイルス感染症の世界的流行の間、ペリーは自宅のスタジオから妻のフィリッパとGrayson's Art Clubを放映し、視聴者にロックダウンの間に自身で芸術作品を作ってシェアするよう促した。既に活動しているアーティストやセレブリティのゲストが提出した作品と一緒に市民の作品がマンチェスターの展覧会で展示されることになっていたが、これは新型コロナウイルス感染症のせいで実現しなかった。このプログラムは2021年2月から第2シリーズを開始した。
2020年にチャンネル4はGrayson Perry's Big American Road Tripを放送した。ペリーがアメリカ合衆国をオートバイで横断し、人種、階級、アイデンティティまで大きな分断を探求するものであった。アメリカは2020年アメリカ合衆国大統領選挙に向かうところであり、ペリーはどのようにこのどんどん大きくなる分断が解消されうるかを問うた。

### 執筆・講演
ペリーは『タイムズ』の芸術特派員であり、2007年10月から週刊コラムを書いていた。
ペリーは2013年にBBCでリース講義を行った。"Playing to the Gallery"というタイトルの講演シリーズで、ペリーは21世紀における芸術の状況について考えをめぐらせた。それぞれの講演は"Democracy Has Bad Taste"、"Beating the Bounds"、"Nice Rebellion, Welcome In!"、"I Found Myself in the Art World"というタイトルで、2013年10月から11月にかけてBBCラジオ4とBBCワールドサービスで放送された。この講演をふくらませて本にしており、 Playing to the Gallery: Helping Contemporary Art in its Struggle to Be Understood (2014) として刊行された。
2014年に『ニュー・ステイツマン』の"The Great White Male Issue"という号のゲスト編集者をつとめた。2017年にはペリーは"I've read all the academic texts on empathy"というタイトルで、オーウェル財団の最初の北部オーウェル講演を行った。

## 展覧会

### 個展
- Guerrilla Tactics, Stedelijk Museum Amsterdam, Amsterdam, 2002; Barbican Art Gallery, Barbican Centre, London, September–November 2002.[5][64]
- The Andy Warhol Museum, Pittsburgh, PA, 2006[8]
- 21st Century Museum of Contemporary Art, Kanazawa, Kanazawa, Japan, 2007[8]
- The Walthamstow Tapestry, Victoria Miro Gallery II, London, 2009. A 15 m x 3 m tapestry.[40][65]
- The Tomb of the Unknown Craftsman, British Museum, London, October 2011 – February 2012.[6][66][67] Artefacts from the museum's collection selected by Perry and 25 new works by him.[68]
- The Vanity of Small Differences, Sunderland Museum and Winter Gardens, Sunderland, UK, June–September 2013;[1] Manchester City Art Gallery, Manchester, UK, October 2013 – January 2014; Birmingham Museum and Art Gallery, UK, Birmingham, February–May 2014; Walker Art Gallery, Liverpool, UK, May–July 2014; Leeds City Art Gallery, Leeds, UK, August–October 2014; Pera Museum, Istanbul, Turkey, May–July 2015; Cer Modern, Ankara, Turkey, September–November 2015; Victoria Art Gallery, Bath, UK, January–April 2016; Herbert Art Gallery, Coventry, UK, April–July 2016; Croome, Worcester, UK, July–September 2016; The Beaney, Canterbury, UK, October–December 2016; Izolyatsia Platform for Cultural Initiatives, Kyiv, Ukraine, February–March 2017; Museum of Contemporary Art Vojvodina, Novi Sad, Serbia, April–May 2017; National Gallery, Pristina, Kosovo, June–June 2017; Art Gallery of Bosnia and Herzegovina, Sarajevo, Bosnia, July–August 2017; Museum of Contemporary Art of Republic of Srpska, Banja Luka, Bosnia, September–October 2017; National Gallery, Tirana, Albania, November–December 2017. 6 large-scale tapestries, 8 prints and 3 films (All in the Best Possible Taste with Grayson Perry) "which explore the British fascination with taste and class."[8]
- Provincial Punk, Turner Contemporary, Margate, May–September 2015. A survey exhibition, with ceramics, prints, tapestries and short films.[2][69][70]
- Julie Cope's Grand Tour: The Story of a Life by Grayson Perry, a Crafts Council UK touring exhibition:[42] Banbury Museum, Banbury, March–May 2017;[71] New Brewery Arts, Cirencester, May–July 2017.[72] A pair of large-scale tapestries (The Essex House Tapestries: The Life of Julie Cope) made for A House for Essex, and audio recording of Perry's essay "The Ballad of Julie Cope" (2015).[42]
- Grayson Perry: The Most Popular Art Exhibition Ever!, Serpentine Gallery, London, June–September 2017;[7][73] Arnolfini, Bristol, UK, September–December 2017.[74] Included "Leave" and "Remain" pots as well as work inspired by his All Man TV series.
- Grayson Perry: The Pre-Therapy Years, The Holburne Museum, Bath, UK, 24 January–25 May 2020;  York Art Gallery, 28 May 2021.[75]

### グループ展
- New Labour, Saatchi Gallery, 2001.[76]
- 6 tapestries in the Royal Academy Summer Exhibition, Royal Academy of Arts, London, 2013.[77]
- Progress, Foundling Museum, London, June–September 2014. Included Perry's The Vanity of Small Differences tapestry series shown with David Hockney's A Rake's Progress, Yinka Shonibare's Diary of a Victorian Dandy, work from Jessie Brennan and William Hogarth's A Rake's Progress.[78]

## 著作一覧

### 単著
- Grayson Perry: Portrait of the Artist as a Young Girl. New York City: Vintage, 2007. An autobiography by Perry and Wendy Jones, constructed from taped interviews. ISBN 978-0099485162.
- Cycle of Violence. Atlas, 2012. ISBN 978-1900565615. A graphic novel.
- Playing to the Gallery: Helping Contemporary Art in its Struggle to Be Understood. Particular, 2014. London: Penguin, 2016; ISBN 978-0-141-97961-8. Based on his BBC Radio 4 Reith Lectures. Text with some illustration.
- The Descent of Man. London: Allen Lane, 2016. ISBN 978-0241236277. A discussion of modern masculinity with autobiographical elements.
- Sketchbooks. London: Penguin, 2016. ISBN 978-1846149054. Illustrations of Perry's sketches.

### 編著
- Unpopular Culture: Grayson Perry Selects from the Arts Council Collection. London: Hayward, 2008. ISBN 9781853322679. Postwar British paintings, sculpture and photography selected from the Arts Council Collection.

### カタログ
- Guerilla Tactics. Rotterdam: NAi Uitgevers; Amsterdam: Stedelijk Museum Amsterdam, 2002. ISBN 978-90-5662-250-3. Illustrations of Perry's work with essays by Marjan Boot, Louisa Buck, and Andrew Wilson, and a preface by Rudi Fuchs.
- The Charms of Lincolnshire: 4 February–7 May 2006. Lincoln, UK: The Collection, 2006. ISBN 978-0953923854.
- Grayson Perry. London: Thames & Hudson, 2010. ISBN 978-0-500-28911-2. Edited and with texts by Jacky Klein, and illustrations of about 150 of Perry's works with extensive quoted commentaries by him.
  - Updated and expanded edition. London: Thames & Hudson, 2013. Reprinted, 2016; ISBN 978-0-500-29080-4. With illustrations of 175 of Perry's works.
- The Tomb of the Unknown Craftsman. British Museum, 2011. ISBN 978-0714118208. Published to accompany an exhibition at the British Museum. Illustrations of works by Perry as well as of objects selected by him from the Museum, and an introduction by Perry.
- The Vanity of Small Differences. London: Hayward, 2013. ISBN 978-1853323157. Illustrations of six tapestries by Perry, each with commentary. With essays by Suzanne Moore and Perry.
- Grayson Perry: My Pretty Little Art Career. Sydney: Museum of Contemporary Art Australia, 2016. Published to accompany a retrospective exhibition.
- The Most Popular Art Exhibition Ever!. London: Penguin, 2017. ISBN 978-1846149634. Published to accompany an exhibition. Illustrations of recent work by Perry, with commentary on each and an introduction by him.
- Julie Cope's Grand Tour: The Story of a Life by Grayson Perry: a Crafts Council Touring Exhibition. London: Crafts Council, 2017. ISBN 978-1-903713-52-5. Illustrations of tapestries. With a foreword by Annie Warburton, an introduction by Annabelle Campbell, and essays by Joe Hill, Justine Boussard, and Angela McShane. Published to accompany an exhibition.[79]

### はがき
- Playing to the Gallery Postcards: Thirty-six Postcards About Art. London: Particular Books, 2015. ISBN 978-1846148712.
- Vanities Notecard Set of 6. Details from the tapestries "The Vanity of Small Differences: Expulsion from Number 8 Eden Close, 2012" and "The Annunciation of the Virgin Deal, 2012." London: Royal Academy of Arts.
- Art Quality Gauge and Gift Shop Notecard Set of 6. London: Royal Academy of Arts.
- The Vanity of Small Differences. London: British Council, 2015. ISBN 978-0863557606.

### インタビュー
- Wagner, Erica (3–23 April 2020). “'We are living through a moment of shock' : the award-winning artist Grayson Perry on race, humour and art in a time of crisis”. New Statesman 149 (5514):  80–81, 83.

## テレビ番組・DVD
- Why Men Wear Frocks (2005) – produced by Twofour for Channel 4, directed by Neil Crombie. Also on DVD.
- The South Bank Show (2006) – episode 678, season 31. Documentary exploring the life and works of Perry, directed by Robert Bee.
- Grayson Perry and the Tomb of the Unknown Craftsman (2011) – 8 episodes broadcast on BBC One, directed by Neil Crombie and produced by Alan Yentob for Imagine. Follows Perry for more than two years as he prepares for an exhibition at the British Museum, selecting artefacts from the museum's collection and producing new work.[68] Also on DVD.
- Spare Time – produced by Seneca Productions for More4, directed by Neil Crombie. About British peoples' hobbies.[3] Also on DVD.
- All In The Best Possible Taste with Grayson Perry (2012) – three-part series produced by Channel 4, directed by Neil Crombie. About British peoples' taste.[3] Perry is shown working on his series of tapestries The Vanity of Small Differences. Also on DVD.
- Who Are You? (2014) – three-part documentary series for Channel 4, directed by Neil Crombie.
- Grayson Perry's Dream House (2015) – for Channel 4, directed by Neil Crombie. On A House for Essex ("Julie's House").[80][81]
- Born Risky: Grayson Perry (2016) – four-part series for Channel 4, directed by Keith McCarthy.
- Grayson Perry: All Man (2016) – three-part series for Channel 4: 2 episodes directed by Neil Crombie, 1 episode directed by Crombie and Arthur Cary.
- Grayson Perry: Divided Britain (2017) – for Channel 4, directed by Neil Crombie. Perry "calls on a public divided by Brexit to inspire his pots for Leave and Remain".[82][83][84][85][86]
- Grayson Perry: Rites of Passage (2018) for Channel 4.
- Grayson's Art Club (2020) Commissioning Editor: Shaminder Nahal Production Company: Swan Films (for Channel 4) Executive Producers: Neil Crombie and Joe Evans.(6 × 1 hour episodes).

## 映画
- Bungalow Depression (1981) – 3 mins, Standard 8 mm film
- The Green Witch and Merry Diana (1984) – 20 mins, Super 8 film
- The Poor Girl (1985) – 47 mins, Super 8 film

## 受賞
- 2003: ターナー賞[37]
- 2005: Royal Television Society award for best network production for Why Men Wear Frocks (2005) [48]
- 2012: Visual Arts award, South Bank Sky Arts Awards, for The Tomb of the Unknown Craftsman at the British Museum.[87]
- 2013: 大英帝国勲章 in the 2013 Birthday Honours for services to contemporary art.[88][89][90]
- 2020: エラスムス賞: "The theme of the Erasmus Prize this year (sc. 2020) is ´The power of the image in the digital era’. At a time when we are constantly bombarded with images, Perry has developed a unique visual language, demonstrating that art belongs to everybody and should not be an elitist affair. Perry receives the prize for the insightful way he tackles questions of beauty and craftsmanship while addressing wider social and cultural issues.[91]

## コレクション
- British Council Collection and the Arts Council Collection: The Vanity of Small Differences series of tapestries[8]
- Crafts Council, London: Mad Kid's Bedroom Wall Pot (1996)[9] and two tapestries from The Essex House Tapestries: The Life of Julie Cope (2015) ("A Perfect Match" (2015) and "In Its Familiarity, Golden" (2015))[42][46]
- Graves Art Gallery, Sheffield, UK: Comfort Blanket tapestry[92]
- Stedelijk Museum Amsterdam, Amsterdam[10]
- Tate, London[11]
- Victoria and Albert Museum, London[12]